# コクサイプリンス
コクサイプリンス（1972年3月28日 - ?）は、日本中央競馬会に所属していた競走馬。同期にはカブラヤオーやテスコガビー、エリモジョージがいる。
馬齢は2000年まで使用されていた旧表記（数え年）を用いる。

## 経歴
父フィダルゴは1956年に生まれたネアルコ系のイギリス産馬で、1959年に愛ダービーとチェスターヴェースを勝ったほか、英ダービー・セントレジャーステークスで2着に入った。現役時は9戦2勝で、1960年から種牡馬として供用され、豊富なスタミナを仔に伝えた。主な産駒ではコクサイプリンスのほか、デビューから3連勝でシンザン記念を勝って「シンザンの再来か」との声もかかったフイドール、目黒記念（秋）など重賞を4勝して天皇賞（秋）では1番人気に支持されたこともあるキクノオー、京都新聞杯でハイセイコー・タケホープを破ったトーヨーチカラ、ヒカルイマイが勝った日本ダービーで1番人気に支持されたダコタなど多くの中長距離の活躍馬を輩出して成功した。なお、母系に入ってもスタミナをよく伝え、GI3勝のヒシミラクルやダート路線で8歳まで活躍したリージェントブラフ、GI3着2度のナムラクレセントなどを輩出している。

### 戦績
1974年（3歳）6月28日の札幌でデビューし2着、折り返しの新馬戦で勝ち上がる。3戦目の9月の函館3歳Sで重賞に初めて挑むが、11頭立ての11番人気で7着に終わった。関東に戻って初戦の東京の3歳Sは5着、10月の中山の京成杯3歳Sは7着。いずれも勝ち馬は快速牝馬のテスコガビーで、歯が全く立たないまま3歳シーズンを終えた。
年が明けて4歳になった1975年も300万下条件の特別戦で連敗を続け、春のクラシック戦線には間に合わず、2勝目を挙げるまでに10戦を要した。しかし同期のカブラヤオーがダービーを勝った日と同じ5月25日、鞍上が石塚信広から郷原洋行に乗り替わった300万下を9馬身差で圧勝して連敗を7でストップさせると、眠っていた能力が突如覚醒。続く6月のエーデルワイスS（600万下）も勝って連勝し、郷原と同期の中島啓之が初めて乗った日本短波賞で3着と好走。夏を休養に当て、秋は9月の中山のオープン5着を叩いた後、セントライト記念で加賀武見を再び鞍上に迎えたイシノアラシの3着に入って西下。菊花賞トライアルの京都新聞杯では苦手の不良馬場で6番人気であったが、1番人気のロングホークをアタマ差退けて重賞初制覇。中島の代わりに初めて手綱を取った井高淳一はその走りっぷりを「気合がすごくて、気合で走っている馬」と称した。
本番の菊花賞は二冠馬・カブラヤオーが屈腱炎で出走を断念し、混戦と化した。セントライト記念で強烈な決め手を発揮したイシノアラシが1番人気に支持され、安定感からロングホークが2番人気、セントライト記念でイシノアラシの3着に入ったハーバーヤングが3番人気、コクサイプリンスは4番人気、5番人気は3連勝で神戸新聞杯を勝った上がり馬のトウフクホープであった。レースは上位人気3頭が中団に揃う中、コクサイプリンスはその前を行く3番手に付ける。正面スタンド前で外からかかり気味に上がっていったヤマゼントップが、1コーナーに向かって敢然と外へ行き、2コーナーを曲がりきれずに落馬。場内が騒然となるが、コクサイプリンスは先行馬2頭の後ろをじっくりと追いかける3番手に付け、ロングホークとトウフクホープがその後を付けた。イシノアラシが後方に下げ、すぐ内にダービー2着馬のロングフアストが付ける展開になった。3コーナーへ入る時には馬群が固まり、先頭から最後方まで15頭が10馬身以内に凝縮された。4コーナーめがけてイシノアラシが外々を追い上げると、コクサイプリンスは3番手に上がったトウフクホープの後ろに付け、各馬が馬場の良い外に持ち出す。直線の半ばで馬場の6分所を通るコクサイプリンスが先頭に立つと、武邦彦騎乗のロングホークが内に入る。馬場の真ん中ぎりぎりに馬場の良いところを狙って差し込んでくると、大外からイシノアラシの加賀がムチを飛ばす。遅れて馬群を割って岡部幸雄騎乗のハーバーヤングが差し込んで来るところへイシノアラシのさらに外、大外一直線に松田幸春騎乗のロングフアストが伸びてくるが、鞍上の中島が執念で手綱をしごくコクサイプリンスが最後までバテず、直線での長い戦いを制して最後の一冠をもぎ取った。
明け5歳となった1976年はアメリカJCCから始動するが、ホワイトフォンテンにブービー人気の逃げ切りを許す2着。同期のイシノアラシとハーバーヤング、前年の秋の天皇賞馬フジノパーシアに先着するも、古馬になってからの初陣を飾ることは出来なかった。続く目黒記念（春）は2番人気で8着と久々の着外に終わるが、春の最大目標である天皇賞（春）を目指して菊花賞以来2度目の西下。初の阪神コースとなった鳴尾記念では7頭立ての1番人気に支持され、ゴール前では逃げるエリモジョージと競り合うが、最下位人気のタイホウヒーローの末脚に屈して2着。勝ち星はないもののきっちりと照準を合わせ、本番の天皇賞（春）ではイシノアラシ・ロングホークとの三強を形成し、1番人気に支持される。菊花賞以来の3度目の京都コースであったが、当日は前日からの雨で不良馬場となっていた。道中は6番手を進むも、ロングホーク騎乗の武にマークされ、直線では全く良いところが無く、福永洋一騎乗のエリモジョージの逃げ切りを許して10着と大敗。第17回宝塚記念は京都新聞杯以来となる井高淳一が手綱を取ったが、天皇賞の大敗から6番人気と人気を落とし、こちらも10着であった。秋は始動戦の毎日王冠で3着、オープンで4着に入って立て直したかに見えた。しかし天皇賞（秋）はアイフルの10着、第21回有馬記念ではファン投票8位に選出されるも、14頭立ての12番人気でトウショウボーイの10着。春秋の天皇賞とドリームレースでは全て10着に終わった。
1977年（6歳）は中山記念でブービー人気、ダイヤモンドSでは1番人気で共に3着。復活を賭けて挑んだ第75回天皇賞（春）では8番人気に推され、本馬場入場では杉本清（当時・関西テレビアナウンサー）に「菊のプリンスも早6歳になりました。思い出深いこのコースで、盾を目指してどう走るコクサイプリンス」と紹介されている。レースはカブトシロー産駒の九州産馬・ゴールドイーグルが引っ張り、コクサイプリンスはグリーングラスと共に前の方にいた。道中でコクサイプリンスは後方まで位置を下げ、3コーナーの坂でイシノアラシと共に押し上げるが、テンポイントの11着という結果であった。古馬になってからのコクサイプリンスはGI級レース・八大競走では10着前後、それ以外の重賞競走では3着前後という成績であった。夏は休養せず、3歳時以来の北海道シリーズに参戦。巴賞で6頭立ての6着と4歳時以来の殿負け、函館記念では63.5kgを背負ったヤマブキオーから1.5秒も離された11着に終わる。その後は9ヶ月の休養に入り、1978年（7歳）5月の東京のニュージーランドTで復帰。郷原が4歳時以来に騎乗し、結果は5着と掲示板は確保。今度は8ヶ月の休養に入り、1979年（9歳）1月の中山のオープンで復帰し、再び郷原の手綱で11着となったが、結局4歳時の菊花賞以降は勝ち星を一つも挙げられず、このレースを最後に現役を引退した。

### 引退後
引退後はクラシックホースであるものの、種牡馬になれなかった。

## 競走成績
- 1974年（5戦1勝）
- 1975年（11戦4勝）
  - 1着 - 菊花賞、京都新聞杯、エーデルワイスステークス
  - 3着 - 日本短波賞、セントライト記念
- 1976年（9戦0勝）
  - 2着 - アメリカジョッキークラブカップ、鳴尾記念
  - 3着 - 毎日王冠
- 1977年（5戦0勝）
  - 3着 - 中山記念、ダイヤモンドステークス
- 1978年（1戦0勝）
- 1979年（1戦0勝）

※太字はGI級レース。

## 血統表
| コクサイプリンスの血統           | コクサイプリンスの血統                                 | コクサイプリンスの血統                                 | （血統表の出典）                                       | （血統表の出典） |
| 父系                             | ネアルコ系                                             | ネアルコ系                                             | ネアルコ系                                             | [ § 2 ]          |
| 父 *フィダルゴ Fidalgo 1956 鹿毛 | 父の父Arctic Star 1942 黒鹿毛                          | Nearco                                                 | Pharos                                                 | Pharos           |
| 父 *フィダルゴ Fidalgo 1956 鹿毛 | 父の父Arctic Star 1942 黒鹿毛                          | Nearco                                                 | Nogara                                                 |                  |
| 父 *フィダルゴ Fidalgo 1956 鹿毛 | 父の父Arctic Star 1942 黒鹿毛                          | Serena                                                 | Winalot                                                | Winalot          |
| 父 *フィダルゴ Fidalgo 1956 鹿毛 | 父の父Arctic Star 1942 黒鹿毛                          | Serena                                                 | Charmione                                              |                  |
| 父 *フィダルゴ Fidalgo 1956 鹿毛 | 父の母Miss France 1946 鹿毛                            | Jock                                                   | Asterus                                                | Asterus          |
| 父 *フィダルゴ Fidalgo 1956 鹿毛 | 父の母Miss France 1946 鹿毛                            | Jock                                                   | Naic                                                   |                  |
| 父 *フィダルゴ Fidalgo 1956 鹿毛 | 父の母Miss France 1946 鹿毛                            | Nafah                                                  | Abjer                                                  | Abjer            |
| 父 *フィダルゴ Fidalgo 1956 鹿毛 | 父の母Miss France 1946 鹿毛                            | Nafah                                                  | Flower                                                 |                  |
| 母 *シヤロナ Sharona 1961 栃栗毛 | 母の父Gratitude 1953 栗毛                              | Golden Cloud                                           | Gold Bridge                                            | Gold Bridge      |
| 母 *シヤロナ Sharona 1961 栃栗毛 | 母の父Gratitude 1953 栗毛                              | Golden Cloud                                           | Rainstorm                                              |                  |
| 母 *シヤロナ Sharona 1961 栃栗毛 | 母の父Gratitude 1953 栗毛                              | Verdura                                                | Court Martial                                          | Court Martial    |
| 母 *シヤロナ Sharona 1961 栃栗毛 | 母の父Gratitude 1953 栗毛                              | Verdura                                                | Bura                                                   |                  |
| 母 *シヤロナ Sharona 1961 栃栗毛 | 母の母Kindy 1943 鹿毛                                  | Nearco                                                 | Pharos                                                 | Pharos           |
| 母 *シヤロナ Sharona 1961 栃栗毛 | 母の母Kindy 1943 鹿毛                                  | Nearco                                                 | Nogara                                                 |                  |
| 母 *シヤロナ Sharona 1961 栃栗毛 | 母の母Kindy 1943 鹿毛                                  | Spray                                                  | Blandford                                              | Blandford        |
| 母 *シヤロナ Sharona 1961 栃栗毛 | 母の母Kindy 1943 鹿毛                                  | Spray                                                  | Tilia                                                  |                  |
| 母系(F-No.)                      | ルージュローズ系(FN:1-k)                               | ルージュローズ系(FN:1-k)                               | ルージュローズ系(FN:1-k)                               | [ § 3 ]          |
| 5代内の近親交配                  | Nearco3×3=25.00%、Pharos4×5×4=15.63%、Asterus4×5=9.38% | Nearco3×3=25.00%、Pharos4×5×4=15.63%、Asterus4×5=9.38% | Nearco3×3=25.00%、Pharos4×5×4=15.63%、Asterus4×5=9.38% | [ § 4 ]          |
| 出典                             | 1. 2. 3. 4.                                            | 1. 2. 3. 4.                                            | 1. 2. 3. 4.                                            | 1. 2. 3. 4.      |